# Noria de Alday
Noria de Alday es una localidad del estado mexicano de Guanajuato. Es parte del municipio de San Diego de la Unión.

## Demografía
| Gráfica de evolución demográfica |
|                                  |

| Censo | Población |
| ----- | --------- |
| 1980  | 644       |
| 1990  | 1 366     |
| 2000  | 1 727     |
| 2010  | 2 009     |
| 2020  | 2 357     |